# GK Persei
Désignations
GK Persei (ou Nova Persei 1901) est une nova particulière qui survint en 1901 dans la constellation de Persée. Elle atteignit une magnitude minimale (correspondant à une luminosité maximale) de 0,2.

## Découverte
GK Persei fut découverte par Thomas David Anderson, un astronome amateur écossais qui a également découvert Nova Aurigae 1892.

## Rémanent

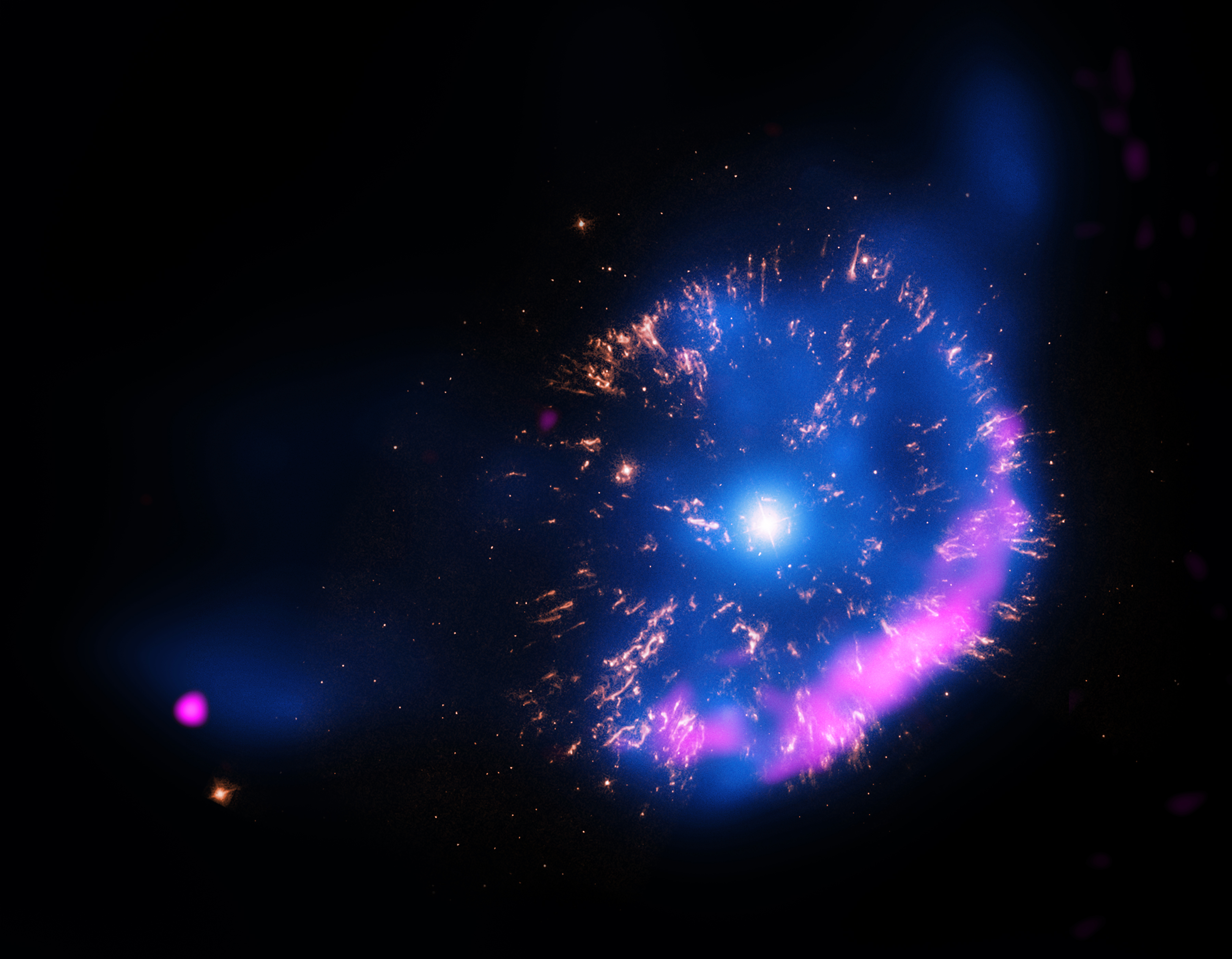
Image composite de GK Persei obtenue en 2015, mêlant des données en rayons X de Chandra (bleu), des données en ondes radio (rose), et des données en lumière visible du télescope Hubble (jaune).

Autour de GK Persei se trouve la nébuleuse du Feu d'Artifice, un rémanent issu de l'explosion de 1901. Il est constitué d'une coquille de gaz et de poussières en expansion se déplaçant jusqu'à 1 200 km/s.
Le système a été observé  en rayons X par le télescope spatial Chandra en 2000, puis de nouveau en 2013. Son émission en rayons X avait déjà été constatée en 1978. L'image obtenue montre une grande quantité de gaz à haute température (visibles en rayons X, en bleu), des émissions d'électrons accélérés à des hautes énergies par l'onde de choc de la nova (visibles en ondes radio, en rose) et des amas de matériaux éjectés par l'explosion (visibles en lumière visible, en jaune). La nature d'une petite source découverte et dans le nuage de gaz (en bas à gauche dans l'image) n'est pas encore identifiée. D'ailleurs, l'EXOSAT, un autre télescope pour les rayons X, avait observé la continuation d'activité physique de l'étoile explosée, à la différence de la supernova qui doit effondre[Quoi ?]. Il y reste une naine blanche qui pulse selon une période de 351,34 secondes dans les rayons X,.

## Éruptions

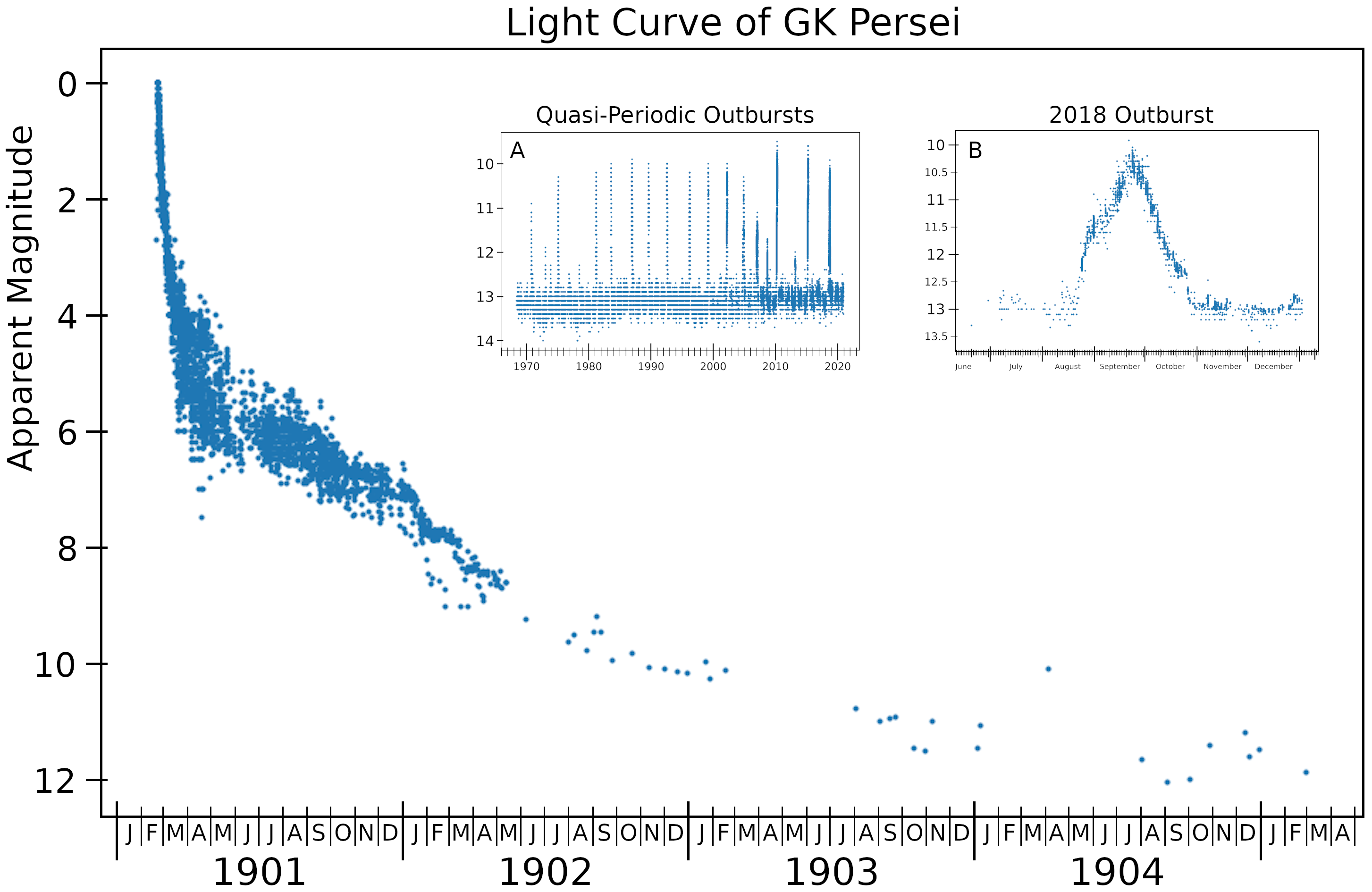
Courbe de lumière de GK Persei entre 1901 et 1905 ainsi qu'entre 1966 et 2020

À la suite de l'événement de 1901, GK Persei est tombé entre les magnitudes 12,5 et 13,5 dans la première partie du XXe siècle, ne montrant plus d'activité significative. Mais à partir de 1966, le système binaire a commencé à entrer en éruption et s'est mis à présenter explicitement les caractéristiques des naines blanches cataclysmiques. L'augmentation de luminosité, atteignant trois magnitudes, est depuis constatée quasi-périodiquement avec un intervalle de trois ans.
GK Persei est identifié comme une étoile variable cataclysmique, qui reste un des quatre meilleurs exemples, avec V603 Aquilae, CP Puppis et V1500 Cygni.

## Question de la vitesse d'expansion
En 1901, seulement quelques mois après l'explosion, des astronomes tel que Camille Flammarion observèrent un rémanent autour de GK Persei alors qu'en général, le phénomène ne s'observe que quelques années plus tard. L'observation donnait une expansion de onze minutes d'arc par an, ce qui signifierait qu'elle serait plus rapide que la vitesse de la lumière. Ce paradoxe fut finalement résolu en 1939 par Paul Couderc. On constatait en fait un écho lumineux créé par la poussière devant l'étoile,.

## Anecdote
L'écrivain américain H. P. Lovecraft, dans sa nouvelle Par-delà le mur du sommeil (Beyond The Wall Of Sleep), fait référence à Nova Persei 1901, en citant l'œuvre de Garrett Putman Serviss Astronomy with the Naked Eye (1908).

### Notices
- (en) http://lheawww.gsfc.nasa.gov/users/mukai/iphome/systems/gkper.html
- (en) GK Persei sur la base de données Simbad du Centre de données astronomiques de Strasbourg.

### Vidéo
- Blown-Up Star Seen Expanding - 58 Year Time -Lapse Video (Expansion d'une étoile explosée - 58 ans de suivi) :
[vidéo] « Disponible », sur YouTube